# Josep Bosch i Grau
Josep Bosch i Grau (Badalona, 1836—1897) fou un industrial català, conegut per ser un dels creadors de l'Anís del Mono.
Nascut a Badalona el 1836, era fill de Francesc Bosch i Monpart, comerciant natural de Mataró que tenia una casa comercial a Cuba, i de Maria Anna Grau i Brugarolas, natural de Barcelona. Advocat de carrera, no arribà a exercir mai la professió.
Fou fundador amb el seu germà Vicenç de la societat José Bosch y Hermano el 20 de desembre de 1879. Aquesta fou una constitució a efectes jurídics, almenys des de 1865 es dedicava a la producció i a la venda al detall d'aiguardents a la casa familiar. Tanmateix, consta inscrit des de 1874 a les matrícules de contribució industrial de Badalona. El seu germà començà a col·laborar-hi des d'ençà 1875, de forma oficial a partir de 1877. És considerat el creador, amb el seu germà, del conegut licor anisat Anís del Mono, tot i que inicialment la seva fàbrica —inicialment ubicada al carrer de la Soledat i després traslladada al carrer d'Eduard Maristany— també produïa conyac, ginebra, cremes de licor i absenta, entre d'altres.
Va morir el 1897 a causa d'una malaltia, i el seu germà assumí la totalitat de l'empresa i canvià el nom de la raó social per la de Vicente Bosch.